# 伏来旺
伏来旺（1949年10月—），男，内蒙古土默特右旗人，中华人民共和国政治人物。内蒙古蒙文专科学校毕业，中共中央党校经济管理专业在职研究生学历。

## 生平
1976年4月加入中国共产党。历任中共内蒙古自治区固阳县委副书记、县长、县委书记，阿拉善盟委副书记、书记、盟人大工委主任，自治区党委统战部副部长、部长等职。2001年12月获任中共内蒙古自治区党委常委。2008年，当选第十一届全国政协委员，代表少数民族界，分入第四十九组。2010年1月被补选为内蒙古自治区政协副主席。